# ألبرت هويل
ألبرت هويل هو ممثل كندي، ولد في 1953.

## أعمال

### أفلام
- (2004) هارولد وكومار يذهبان إلى مطعم القلعة البيضاء

## وصلات خارجية
- ألبرت هويل على موقع IMDb (الإنجليزية)
- ألبرت هويل على موقع قاعدة بيانات الفيلم (الإنجليزية)